# كريونيريون (أتيكي)
كريونيريون (Κρυονέριον) هي مدينة في إقليم أتيكا في اليونان.